# Jueces 20
Jueces 20 es el vigésimo capítulo del Libro de los Jueces en el Antiguo Testamento o la Biblia hebrea. Según la tradición judía, el libro fue atribuido al profeta Samuel, pero los eruditos modernos lo consideran parte de la Tradición deuteronómica, que abarca los libros de Deuteronomio a 2 Reyes, atribuidos a escritores nacionalistas y fervientes yahvistas durante la época del rey reformador de Judea Josías en el siglo VII a. C.. Este capítulo registra la guerra entre la tribu de Benjamín y las otras once tribus de Israel, perteneciente a una sección que comprende de Jueces 17 a Jueces 21..

## Texto
Este capítulo fue escrito originalmente en hebreo. Está dividido en 31 Versículos.

### Testigos textuales
Algunos manuscritos antiguos que contienen el texto de este capítulo en hebreo pertenecen a la tradición del Texto Masorético, que incluye el Códice de El Cairo (895), el Códice de Alepo (siglo X) y el Códice Leningradoensis (1008).
Los manuscritos antiguos existentes de una traducción al griego koiné conocida como Septuaginta (originalmente se hizo en los últimos siglos a. C.) incluyen el Codex Vaticanus (B; {\displaystyle {\mathfrak {G}}}B; siglo IV) y Codex Alexandrinus (A; {\displaystyle {\mathfrak {G}}}A; siglo V). 

## Análisis

### Doble Introducción y Doble Conclusión
Juces 17-17 a Jueces 21-21 contienen la «Doble Conclusión» del Libro de los Jueces y forman un tipo de inclusio junto con su contrapartida, la «Doble Introducción», en capítulos 1 a 3:6 como en la siguiente estructura de todo el libro:
A. Guerras extranjeras de sometimiento con la aplicación del ḥērem (1:1-2:5).
B. Dificultades con ídolos religiosos extranjeros (2:6-3:6)
Parte principal: la sección de los «ciclos»(3:7-16:31)
B'. Dificultades con los ídolos religiosos domésticos (17:1-18:31)
A'. Guerras domésticas con la aplicación del ḥērem (19:1-21:25)
Existen paralelismos similares entre la doble introducción y la doble conclusión como los siguientes:.
| Introducción 1 (1:1-2:5) | Conclusión 2 (19:1-21:25) |
| --- | --- |
| Los israelitas preguntaron al Señor, diciendo, «¿Quién será el primero en subir y luchar por nosotros contra los cananeos?» El Señor respondió: «Judá irá....». (1:1-2)                                                             | Los israelitas ... preguntaron a Dios ... «¿Quién de nosotros irá primero a luchar contra los benjaminitas?» El Señor respondió: «Judá....» (20:18) |
| La historia de cómo Othniel consiguió a su esposa (1:11-15) | La historia de cómo el resto de los benjaminitas obtuvieron sus esposas (21:1-25) |
| Los benjaminitas no consiguen expulsar a los jebuseos de Jebús (1:21) | Un levita que evita cuidadosamente a los jebuseos en Jebús sufre un terrible ultraje en Guibeá de Benjamín (19:1-30) |
| Bochim: El pacto de Dios; los pactos ilícitos de Israel con los cananeos; Israel llora ante el ángel (mensajero) de YHWH (1:1-2) | Betel: el arca de la alianza de Dios; Israel llora y ayuna ante el Señor (20:26-29) |
| Introducción 2 (2:6-3:6) | Conclusión 1 (17:1-18:31) |
| La degeneración de las generaciones tras la muerte de Josué (2:6-19); Dios deja a ciertas naciones «para probar a los israelitas a ver si obedecían los mandamientos del Señor, que había dado... por medio de “Moisés”' (2:20-3:4) | Una madre dedica plata al Señor para que su hijo haga un ídolo; Ese hijo hace sacerdote a uno de sus propios hijos en su santuario idolátrico, y luego lo sustituye por un levita. Ese levita es el nieto de Moisés. Él y sus hijos se convierten en sacerdotes en el santuario de Dan. |

Toda la doble conclusión está conectada por la repetición cuatro veces de una afirmación única: dos veces completa al principio y al final de la doble conclusión y dos veces en el centro de la sección, como sigue:
A. En aquellos días no había rey...
Cada uno hacía lo que bien le parecía (17:6)
B. En aquellos días no había rey... (18:1)
B'. En aquellos días no había rey... (19:1)
A'. En aquellos días no había rey...
Cada uno hacía lo que bien le parecía (21:25)
También contiene enlaces internos:
Conclusión 1 (17:1-18:31): Un levita de Judá se traslada a la región montañosa de Efraín y luego a Dan.
Conclusión 2 (19:1-21:25): Un levita de Efraín busca a su concubina en Belén de Judá.
Ambas secciones terminan con una referencia a Silo.

### La Trilogía de Belén
Tres secciones de la Biblia hebrea (Antiguo Testamento) - Jueces 17-Jueces 18, Jueces 19-Jueces 21, Rut 1-Rut 4 - forman una trilogía con un vínculo a la ciudad Belén de Judá y caracterizada por la repetitiva declaración única:
”En aquellos días no había rey en Israel; cada uno hacía lo que le parecía bien»
(Jueces 17:6; Jueces 18:1; Jueces 19:1; Jueces 21:25; cf. Rut 1:1)
como en el siguiente cuadro:
| Jueces 17-18                                                                      | Jueces 19-20 | Rut 1-4 |
| --------------------------------------------------------------------------------- | --- | --- |
| Un levita de Belén (17:7)                                                         | Un levita de Efraín que tomó por doncella a una concubina de Belén                                                   | Un movimiento de un moabita a David en Belén (4:17-22)                                                                            |
| Salió en busca de empleo (17:7, 9)                                                | Recogió a su concubina de Belén a la que había huido                                                                 | Un hombre abandonó Belén, pero a diferencia de los otros dos relatos no acaba por desfigurar la ciudad, sino que realza su nombre |
| Vino a un joven de Efraín (Miqueas) (17:1-5, 8)                                   | Regresó a Efraín por Gabaa de Benjamín.                                                                              | Belén se convirtió en el sutil escenario del nacimiento del rey David                                                             |
| Sirvió como capellán privado en la capilla ilícita de Miqueas (17:10-13)          | Atacada por hombres malvados que la maltrataron y la dieron por muerta                                               | |
| Contratada por la tribu de Dan como sacerdote y reubicada en Laish (N. Galilea)   | Su marido relató lo sucedido a todo Israel.                                                                          | |
| Estableció un centro de culto que continuamente hacía tropezar al pueblo de Dios. | Atacó a la tribu de Benjamín casi aniquilándola                                                                      | |
| El levita era Jonatán hijo de Gersón y nieto de Moisés (18:30)                    | Repobló Benjamín con mujeres de Silo y Jabes de Galaad para los 600 hombres sobrevivientes de Benjamín               | |
|                                                                                   | Jabes de Galaad era (probablemente) el hogar de los antepasados de Saúl [de ahí su interés por ella].                | |
|                                                                                   | Refleja mal a Benjamín y por implicación a Saúl - los antepasados de Saúl humillaron y deshonraron a un betlehemita. | |
|                                                                                   | Belén sufrió a manos de los benjaminitas.                                                                            | |

La violación de las hijas de Silo es el contrapunto irónico a la violación de la concubina del levita, con el motivo de la «hija» uniendo las dos historias (Jueces 19:24 y Jueces 21:21), y las mujeres convirtiéndose en «puertas de entrada y salida de la guerra, fuentes de contención y reconciliación». 

## Preparación para la guerra (20:1-11)
Este capítulo registra el proceso detallado de una guerra civil que enfrenta a la unidad panisraelita con una unidad tribal. También se debate la ejecución de un «ban» (hebreo: herem; «guerra santa») si Israel debe eliminar a toda una tribu para erradicar el mal en su propio seno, como se exige en Deuteronomio 13:12-18. Como se indica en Deuteronomio 13:14, primero debe realizarse una investigación antes de que la confederación de Israel pueda declarar la guerra a los presuntos malhechores (versículos 3-7; cf. 'compañeros de base' en Deuteronomio 13:13). La tribu de Benjamín no envió ningún representante a la reunión, aunque habían oído hablar del acontecimiento (versículo 3). El levita fue llamado a testificar sobre el crimen cometido contra su concubina, pero como único testigo resaltó la mala acción de los gabaeítas, mientras omitía su cobarde sacrificio de ella. Hubo una unidad de las tribus («como un solo hombre» en los Versículos 1, 8, 11) y una determinación unánime de desarraigar el mal en su medio, que la venganza debía dirigirse a toda la ciudad de Guibeá, a causa de los malhechores en su medio, así como la acción contra un quebrantador del pacto se extendería a sus familias y paisanos (cf. Deuteronomio 13:15-16; Josué 7:24-25).

### Versículo 1
Entonces salieron todos los hijos de Israel, y se reunió la congregación como un solo hombre, desde Dan hasta Beerseba, con la tierra de Galaad, a Jehová en Mizpa. 
- Desde Dan ... hasta Beerseba": Dan estaba situado en el extremo norte de la tierra, mientras que Beerseba estaba en el extremo sur, por lo que la frase denota todo el territorio israelita de la tierra de Canaán.[19].[22]
- «La tierra de Galaad» estaba situada en el lado oriental del río Jordán («Transjordania»).[23].[24]
- «Mizpa»: nombre de varias ciudades israelitas; lo más probable es que se refiera a Mizpa en Benjamín (Josué 18:26), identificada con la moderna «Tell-en-Nasbeh», a unos 13 kilómetros (8,1 mi) al norte de Jerusalén.[23].

## Guerra de Benjamín (20:12-48)
La guerra entre la tribu de Benjamín contra las otras tribus de Israel consta de tres batallas con una estructura similar de informes en este capítulo. La atención se centra en cómo el pueblo de Israel se humillaría gradualmente ante YHWH (después de dos derrotas), para que los objetivos de Israel y YHWH coincidieran (una gran victoria contra los benjaminitas.
El recuento de los combatientes tanto de los benjaminitas como de las otras tribus de Israel en los Versículos 15-17 puede compararse con el último recuento en Números 26 de la siguiente manera:
| Hombres capaces de ir a la guerra | Números 26 | Jueces 20 |
| --------------------------------- | ---------- | --------- |
| Benjamín                          | 45 600     | 26 700    |
| Las otras 11 tribus juntas        | 55 130     | 400 000   |
| Todo Israel                       | 601 730    | 426 700   |

Suponiendo que la proporción entre el número de hombres capaces de ir a la guerra y la población total permanezca relativamente constante, el recuento indica un descenso de casi el 30 por ciento en la población de Israel desde que entraron en la tierra de Canaán,por lo que 'a pesar de las victorias bajo Josué, Israel no ha prosperado desde su llegada a Canaán' (cf. Deuteronomio 28:29).
La estructura del informe de batalla, especialmente para la primera batalla en el capítulo 20, es similar a la de capítulo 1 de la siguiente manera:
La batalla en Jueces 1 
- Acciones previas a la investigación
  - (Ninguna)
- Investigación de los israelitas
  - «¿Quién será el primero en subir [lb] y luchar por nosotros contra los cananeos?». (1:1)
- Respuesta de Yahvé
  - «Judá ha de ir; yo he entregado la tierra en sus manos» (1:2)
- Resultado
  - Los hombres de Judá hacen un trato con los simeonitas pero llegan victorias sobre el grueso de los cananeos (excepto en el 'mq) (1:3-20)

Las batallas en Jueces 20
Primera batalla
- Acciones preliminares
  - Hacen planes contra Guibeá y amenazan la ciudad (20:8-13a)
- Investigación de los israelitas
  - "¿Quién de nosotros irá (“”lb“”) primero a luchar contra los benjaminitas?» (20:18a)
- Respuesta de Yahvé
  - «Judá irá primero» (pero sin promesa de victoria) (20:18b)
- Resultado
  - Los israelitas atacan Gabaa en masa y son derrotados severamente por los benjaminitas (20:19-21)

Segunda batalla
- Acciones preliminares
  - Los israelitas se animan unos a otros y retoman sus posiciones (20:22)
  - Los israelitas lloran ante Yahvé (20:23a)
- Investigación de los israelitas
  - "¿Subiremos (”lb“) de nuevo a la batalla contra los benjaminitas, nuestros hermanos?» (20:23a2)
- Respuesta de Yahvé
  - Subid contra ellos» (20:23b) - no hay promesa de victoria.
- Resultado
  - Los israelitas atacan en masa, son derrotados severamente por los benjaminitas (aunque no tanto) (20:24-25)

Tercera batalla
- Acciones Previas
  - Los israelitas -todo el pueblo- lloran en ayunas y presentan sacrificios (20:26)
- Indagación de los israelitas
  - Investigación por medio de Finees, el sumo sacerdote: «¿Subiremos [lb] de nuevo a la batalla contra Benjamín, nuestro hermano, o no?». (20:28a2)
- Respuesta de Yahvé
  - «Id, porque mañana los entregaré en vuestras manos» (20:28b)
- Resultado
  - Los israelitas tienden una emboscada y herem («proscriben»; matan a toda la gente, queman todas las ciudades) a los benjaminitas -excepto 600 hombres (20:47, el mismo número que los danitas en 18:11).

El relato de la batalla parece terminar, pero como 600 benjaminitas escapan, el final de la batalla no es técnicamente una imposición completa de la prohibición, que, en los libros de Deuteronomio y Josué, se describe como la matanza de todos los enemigos humanos.

### Versículos 26-28
26 Entonces subieron todos los hijos de Israel, y todo el pueblo, y vinieron a la casa de Dios, y lloraron, y se sentaron allí delante del Señor, y ayunaron aquel día hasta la tarde, y ofrecieron holocaustos y ofrendas de paz delante del Señor.
Y los hijos de Israel consultaron al Señor, porque el arca de la alianza de Dios estaba allí en aquellos días,
28Y Finees, hijo de Eleazar, hijo de Aarón, estaba delante de ella en aquellos días,) diciendo,
¿Saldré otra vez a la batalla contra los hijos de Benjamín, mi hermano, o me detendré?
Y el Señor dijo:
Sube, porque mañana los entregaré en tus manos. 
- "Casa de Dios »* la primera suposición del lugar es «Betel» (también en el versículo 18; בית אל, beit-el; Septuaginta griega Βαιθὴλ, así como las versiones siríaca, árabe y caldea), pero la Vulgata tiene en el Versículo 18 «casa de Dios, que está en Silo» (latín: demure Dei, hoc est, in Silo), lo que concuerda con Josué 18:1 donde el tabernáculo de la congregación fue formalmente levantado en Silo y Josué 22: 12 que Finees hijo de Eleazar era el sumo sacerdote allí (cf 1 Samuel 1:3; 1 Samuel 2:14; 1 Samuel 3:21; 1 Samuel 4:3, y Salmo 78:60 donde Silo se describe como el lugar del tabernáculo hasta su captura por los filisteos), mientras que no hay ningún indicio en ninguna parte de que la ciudad de Betel o cualquier otro lugar haya sido la ubicación del arca antes de ser capturada por los filisteos. [29]
- «Fineas»: mencionado en Números 25:7-13; Josué 22.[23].

#### Comentarios a los versículos 20:18- 21:25
El relato del libro de los Jueces muestra un contraste significativo entre las consultas inicial y final al Señor por parte del pueblo de Israel. Al inicio, preguntaron: «¿Quién de nosotros será el primero en subir a luchar contra los cananeos?» (1,1), y al final, consultaron: «¿Quién de nosotros será el primero en subir a luchar contra los hijos de Benjamín?» (20,18). En ambos casos, la respuesta divina fue la misma: «Judá» (1,2; 20,18). Sin embargo, el contexto y las implicaciones de estas preguntas revelan un cambio profundo en la situación del pueblo y en su relación con Dios. En el principio, el pueblo luchaba por conquistar la tierra prometida, cumpliendo con la alianza que Dios había establecido con sus antepasados. Sin embargo, mientras Dios permaneció fiel a su pacto, el pueblo no lo hizo (cf. 2,1-2). A pesar de las constantes infidelidades, Dios envió jueces para liberar a Israel de sus enemigos externos, pero la corrupción moral se agravó. Finalmente, los conflictos ya no eran contra enemigos extranjeros, sino fratricidas, como la guerra entre las tribus que casi llevó a la extinción a Benjamín.  
La tragedia culmina en una victoria amarga, marcada por el llanto en lugar de la alegría (21,2). El libro concluye señalando la raíz del caos: «En aquel tiempo no había rey en Israel; cada uno hacía lo que parecía recto a sus ojos» (21,25). Este final prepara el camino hacia la monarquía en Israel, presentada en los libros posteriores como un instrumento de Dios para restaurar la unidad y la paz a su pueblo. Para la tradición deuteronomista, el rey David es la figura central, precursor del Mesías prometido. Desde la perspectiva cristiana, este rey esperado encuentra su cumplimiento en Jesús, el Mesías, descendiente de David, quien inaugura un reino de verdad, justicia y paz. Este reino, presente ya en la tierra, se consumará plenamente en el cielo, motivo por el cual los cristianos, siguiendo las palabras del Señor, rezan: «Venga a nosotros tu reino» (Mt 6,10).